# Milionia clarissima
Milionia clarissima là một loài bướm đêm trong họ Geometridae.